# Oromerycidae
Oromerycidae (los oromerícidos) es una familia extinta de mamíferos artiodáctilos cercanamente relacionados con los camélidos actuales que vivieron entre mediados a finales del Eoceno en el oeste de América del Norte.
Los oromerícidos son situados en el suborden de artiodáctilos Tylopoda, el cual incluye también a los camellos y a un número variable de familias extintas. Algunos investigadores han visto su similitud con los camellos lo suficientemente fuerte como para apoyar la clasificación de los oromerícidos dentro de la familia Camelidae como una subfamilia, Oromerycinae, pero en general se favorece la idea de que eran una familia diferente, si bien estaban cercanamente relacionados.
Los oromerícidos eran muy parecidos a los primeros miembros de otras familias de tilópodos, pero carecían de las especializaciones de dichas familias, tales como las protuberancias óseas en los cráneos de los protocerátidos o las extremidades muy alargadas de los camélidos. Como otros tilópodos, los oromerícidos tenían dientes selenodontes y extremidades gráciles. De hecho, los oromerícidos solo muestran unas pocas especializaciones que los distinguen del resto de sus parientes, siendo la más notable la fusión del radio y el cúbito en el antebrazo y la presencia de una hendidura entre las cúspides del entocónido y el hipoconúlido en el último diente molar inferior.